# Stade de France
Stade de France je stadion, ki leži v pariškem predmestju Saint-Denis. S kapaciteto 81.338 sedežev je največji stadion v Franciji.
Stade de France je od leta 1998 domači stadion francoske nogometne reprezentance. Uradno je bil odprt 28. januarja 1998 s prijateljsko nogometno tekmo med Francijo in Španijo. Na tem stadionu se je igralo finale Svetovnega prvenstva v nogometu 1998 in Evropskega prvenstva v nogometu 2016. Stadion je gostil tudi finale nogometne lige prvakov v letih 2000, 2006 in 2022.